# Berlin-Schmargendorf
Schmargendorf is een stadsdeel in het Berlijnse district (Bezirk) Charlottenburg-Wilmersdorf. De wijk heeft doorheen de jaren zijn karakter van kleine stad met centrum kunnen bewaren.

## Ligging
Schmargendorf ligt op het plateau van Teltow. De wijk grenst in het westen aan Grunewald, in het noorden aan Halensee en in het oosten aan Wilmersdorf. In het zuiden grens het aan Dahlem van het district Steglitz-Zehlendorf.

## Geschiedenis
Schargendorf werd wellicht ergens na 1220 gesticht al is de eerste documentatie afkomstig uit 1354. In 1899 werd het een zelfstandige gemeente. In 1900 lieten de ongeveer 3.000 inwoners van de stad een nieuw stadhuis bouwen. In 1920 werd het dorp achter opgenomen in Groot-Berlijn en werd een onderdeel van Wilmersdorf. 

## Bezienswaardigheden
Het Rathaus op de Berkaer Platz werd tussen 1900 en 1902 gebouw in baksteengotiek en is gebaseerd op de raadhuizen van Stendal en Tangermünde.
De dorpskerk dateert uit de 14de eeuw. Met een bruikbare oppervlakte van 66 m² is het de kleinste nog bestaande kerk in Berlijn. De Kreuzkirche op de Hohenzollerndamm dateert van 1929 en is een van de weinige expressionistische kerkgebouwen in de stad. 

## Verkeer
Op 15 december 1883 opende ongeveer 2 km buiten de dorpskern het station Berlin-Schmargendorf, ondertussen bekend onder de naam Heidelberger Platz, al ligt dit wel op grondgebied van Wilmersdorf. 

## Sport
Sportclub Berliner SV 92 is afkomstig uit Schmargendorf en speelt in het Stadion Wilmersdorf. De voetbalafdeling die eerst BTuFC Britannia heette gooide vroeger hoge ogen en speelde 61 seizoenen in de hoogste klasse waarvan 1963 de laatste keer was. In 1979 speelde de club voor de laatst keer in de derde klasse en intussen zijn ze weggezakt naar de lagere Berlijnse reeksen. 
Charlottenburg ·
Charlottenburg-Nord ·
Grunewald ·
Halensee ·
Schmargendorf ·
Westend ·
Wilmersdorf